# Jean-Frédéric Jauslin
Jean-Frédéric Jauslin (Le Locle, 1954) è un funzionario svizzero.

## Studi e carriera
Dopo gli studi in matematica e informatica all'Università di Neuchâtel, consegue il dottorato al Politecnico di Zurigo con una tesi in ambito informatico.
Nel 1990, dopo le prime esperienze professionali nell'economia privata, Jean-Frédéric Jauslin è chiamato a dirigere la Biblioteca nazionale svizzera. Nel 1992 è nominato presidente della Conference of European National Librarians e dal 1995 presiede MEMORIAV, associazione che si occupa della conservazione del patrimonio culturale audiovisivo.
Dal 1º aprile 2005 fino al 2013 è stato direttore dell'Ufficio federale della cultura.